# Cryphonectria cubensis
Cryphonectria cubensis är en svampart som först beskrevs av Bruner, och fick sitt nu gällande namn av Hodges 1980. Cryphonectria cubensis ingår i släktet Cryphonectria och familjen Cryphonectriaceae.   Inga underarter finns listade i Catalogue of Life.